# Baião (Santa Leocádia) e Mesquinhata
Baião (Santa Leocádia) e Mesquinhata (llamada oficialmente União das Freguesias de Baião (Santa Leocádia) e Mesquinhata) es una freguesia portuguesa del municipio de Baião, distrito de Oporto.

## Historia
Fue creada el 28 de enero de 2013 en aplicación de una resolución de la Asamblea de la República de Portugal promulgada el 16 de enero de 2013 con la unión de las freguesias de Mesquinhata y Santa Leocádia, pasando su sede a estar situada en la antigua freguesia de Santa Leocádia.

## Demografía
| Gráfica de evolución demográfica de Baião (Santa Leocádia) e Mesquinhata entre 2011 y 2021 |
|                                                                                            |
| Datos según el nomenclátor publicado por el INE portugués.                                 |